# درایو نوری مغناطیسی

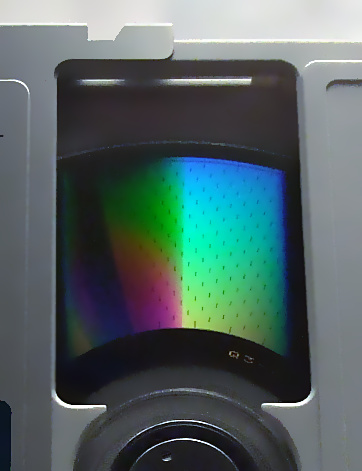
یک سطح دیسک مغناطیسی نوری دارای مستطیل‌های تقسیم بخش است.

درایو نوری مغناطیسی نوعی درایو دیسک نوری است که قادر به نوشتن و بازنویسی داده‌ها بر روی یک دیسک مغناطیسی نوری است. دو نوع ۱۳۰ میلی‌متر (۵٫۲۵ در) و ۹۰ میلی‌متر (۳٫۵ در) آن موجود است. در سال ۱۹۸۳، تنها یک سال پس از معرفی دیسک فشرده، کیس شوهامر ایممینک و جوزف برات اولین آزمایش‌ها را با دیسک‌های فشرده مغناطیسی-نوری پاک‌شدنی در طول هفتاد و سومین کنوانسیون AES در آیندهوون ارائه کردند. این فناوری در سال ۱۹۸۵ به صورت تجاری معرفی شد. این دیسک‌ها اگرچه نوری هستند، اما معمولاً به عنوان درایوهای دیسک سخت برای یک سیستم عامل به‌شمار می‌آیند و می‌توانند با هر سیستم فایلی قالب بندی شوند. درایوهای نوری مغناطیسی در برخی از کشورها مانند ژاپن، رایج بودند، اما دیگر رایج نیستند و از بین رفته‌اند.